# جون بروكتر
جون بروكتر (بالإنجليزية: John Procter)‏ هو سياسي بريطاني، ولد في 7 نوفمبر 1966 في ليدز في المملكة المتحدة. نشط حزبياً في حزب المحافظين. في 2014 Leeds City Council election ‏، انتخب member of Leeds City Council ‏ عن دائرة Wetherby ‏ وقد انضم خلال فترته النيابية (22 مايو 2014 – 3 مايو 2018) للكتلة البرلمانية حزب المحافظين وانتخب عضو في البرلمان الأوروبي عن دائرة يوركشاير وهامبر ‏ لترشحه ضمن قائمة حزب المحافظين، وقد انضم خلال فترته النيابية (17 نوفمبر 2016 – ) للكتلة البرلمانية كتلة المحافظين والإصلاحيين الأوروبيين.